# Mira Urbaniak
Mira Urbaniak (ur. 3 listopada 1951 w Szczecinie, zm. 29 sierpnia 2021 w Kołobrzegu) – polska dziennikarka i pisarka marynistka.

## Życiorys
W 1973 ukończyła studia na Wydziale Elektrycznym Politechniki Gdańskiej. W tym okresie była zastępczynią redaktora naczelnego ds. programowych Studenckiej Agencji Radiowej w Gdańsku. Od 1975 pracowała w Radiu Gdańsk jako spikerka, reporterka i publicystka. W latach 1991–1993 była jego redaktorką naczelną. W tym okresie Radio Gdańsk rozpoczęło nadawać program całą dobę i stało się spółką akcyjną. W kolejnych latach współpracowała z TVP Gdańsk, Gazetą Kołobrzeską (felieton Za sterem), Gazetą Gdyńską, Radiem Kołobrzeg i magazynem Rejs. Była autorką podcastu Osobisty Poczet Ludzi Morza, videobloga Mira na wachcie oraz książek: Gdynia. Żeglarska stolica Polski (2003) i Za sterem. Od krawcowej do kaphornowca (2019). Była jedyną Polką, którą przeprowadziła wywiad radiowy z Julio Cortázarem.
W 1983 jako dziennikarka uczestniczyła w pierwszym rejsie Daru Młodzieży. Wzięła także udział w jednym z etapów wyprawy dookoła świata oraz w rejsie po Wielkich Jeziorach Amerykańskich Zawiszy Czarnego, w regatach Columbus '92 na Iskrze i opłynięciu przylądka Horn w 1999. Pomagała w organizacji zlotu żaglowców Cutty Sark Tall Ships’ Races w Szczecinie w 1992 i Gdyni w 2007 oraz Zlotów Oldtimerów w Szczecinie. Należała do Bractwa Zawiszaków i Bractwa Kaphornowców. Zasiadała w jury Nagrody im. Leszka Wiktorowicza z ramienia Bractwa Kaphornowców. Pełniła funkcję społecznej pełnomocniczki burmistrza Helu ds. żeglarstwa i wychowania morskiego.
W 1992 otrzymała przyznawaną w Gdańsku nagrodę Homo Popularis, zaś w 1995 – szczecińską nagrodę „Szczupak 2008”. W 2016 Liga Morska i Rzeczna nadała jej Krzyż „Pro Mari Nostro”.
W ostatnich latach życia mieszkała w Kołobrzegu, gdzie zmarła 29 sierpnia 2021.